# 2024년 캐이프먼더치노 지진
2024년 캐이프먼더치노 지진(2024 Cape Mendocino earthquake)은 2024년 12월 5일 오전 10시 44분(현지시각) 기준 미국 캘리포니아주 험볼트군 해역에서 발생한 규모 M7.0의 지진이다. 이번 지진으로 캘리포니아주 북부와 센트럴밸리에서 흔들림이 느껴졌다. 이 지진으로 미국 국립기상청(NWS)가 쓰나미경보를 발표했다가 이후 해제했다.

## 지질학적 환경
캐이프먼더치노 인근에 있는 먼더치노 삼중합점은 3개의 지각판이 한 자리에서 만나는 지질학적 활동이 활발한 지역이다. 먼더치노 파쇄대(혹은 고르다해령 동부 먼더치노 단층이라고 부름)는 태평양판과 고르다판을 분리시키는 변환 단층이다. 남쪽으로는 태평양판과 북아메리카판 사이 상대적인 움직임으로 샌앤드레이어스 단층이 활동하고 있고, 북쪽으로는 고르다판이 캐스케이디아 섭입대에서 북아메리카판 아래로 섭입하고 있다. 고르다판 내에서 일어나는 지진은 대부분 먼더치노 단층이 남북 방향으로 압축력을 받으면서 일어나는 지진이다.

## 지진
지진의 진원은 미국 캘리포니아주 페트롤리아에서 서쪽 63 km 해역에 있으며 진원 깊이는 10 km이다. 이번 지진은 1980년 유레카 지진 당시 비슷한 지역에서 같은 매커니즘으로 난 비슷한 규모의 지진이다. 태평양 서북부 지진관측망의 책임자인 해럴드 토빈에 따르면 이번 지진은 3개의 지각판이 만나는 삼중합점에 있는 먼더치노 파쇄대에서 일어난 지진이라고 분석했다. 단층면해 분석에 따르면 단층 파열은 동-동남쪽 혹은 북-북동쪽 방향을 축선으로 하는 가파른 사실상의 수직단층의 운동으로 발생했다. 먼더치노 단층대의 파열은 이전에 밝혀져 있던 단층선의 방향과 동일하다. 이번 지진은 2019년 리지크레스트 지진 이후 캘리포니아주에서 발생한 가장 큰 규모의 지진이며, 2005년 이후 캘리포니아 서북부 해안에서 발생한 가장 큰 규모의 지진이다. 캘리포니아 외에도 멀리 애리조나주 피닉스와 캐나다 밴쿠버에서도 이번 지진의 흔들림이 느껴졌다.. 12월 10일까지 규모 M2.0 이상의 여진이 총 308차례 기록되었으며 이 중 가장 큰 규모의 여진은 규모 M4.7의 지진이다.

## 피해
이번 지진으로 험볼트군의 1만 가구 이상이 정전 피해를 입었다. 엘강 계곡 지역에서는 일부 주택의 기초 부분이 흔들렸다. 펀데일의 한 자원소방관은 마을 내 주택 피해가 제한적인 편이라고 밝혔다. 리오델에서는 도로에 금이 가고 한 중학교에서 가스 누출 사고가 발생했다. 포르투나에서도 경미한 피해가 발생했다. 그 외 많은 상점에서 상품과 가판대가 떨어지는 피해가 발생했다.

## 반응
지진 발생 직후 미국 국립기상청(NWS)가 캘리포니아 북부와 오리건주 해안에 쓰나미경보를 발표했다. 샌프란시스코에서는 BART(베이 에어리어 도시철도)가 트랜스베이 튜브의 모든 교통 운행을 중단한다고 발표했다. 샌프란시스코 동물원에서도 지진으로 손님을 대피시키고 동물 안전 조치를 진행하며 동물원을 폐장했다. 캘리포니아주의 대략 530만명의 사람들이 쓰나미경보 발표의 영향을 받았다. 이 경보는 태평양 표준시(PST) 기준 11시 54분 발표가 취소되었다. 쓰나미경보 발표 기간 샌프란시스코의 여러 해변과 퍼시피카 및 아르카타의 학교에서 대피령이 내려졌다.
캘리포니아주 주지사인 개빈 뉴섬은 캘리포니아주의 비상대책본부가 "적극적으로 대응 중"이라고 밝혔다. 캘리포니아주 상원 임시의장인 마이크 맥과이어는 X(구 트위터)에 홈볼트군과 델노르트군의 "긴급 작전을 지원하기 위해" "즉각적 지원을 보내고 있다"고 발표했다. 지진 발생 수 시간 후 뉴섬 주지사는 긴급 대응을 지원하기 위해 델노르트군, 홈볼트군, 멘도시노군에 비상사태를 선포했다.

## 같이 보기
- 캘리포니아주의 지진
- 2024년 지진
- 1700년 캐스케이디아 지진
- 1980년 유레카 지진
- 1992년 캐이프먼더치노 지진
- 2022년 펀데일 지진